# Elezioni in Palestina
Le elezioni in Palestina sono le tornate elettorali per l'Autorità Nazionale Palestinese tenutesi a partire dal 1994 nelle aree autogovernate palestinesi, tramutatesi nel 2013 nello Stato di Palestina.
L'ANP elegge a livello nazionale un presidente e un consiglio legislativo di 132 membri.
Le prime elezioni generali si sono svolte nel 1996. Dal 2006 tuttavia, si sono svolte solo elezioni locali.

## Elezioni parlamentari
Le elezioni parlamentari, per il Consiglio legislativo palestinese, non si svolgono dal 2006.

### Elezioni parlamentari del 1996
Nelle elezioni generali del 1996, Fatah vinse 50 degli 88 seggi dell'assemblea (51 per la Cisgiordania, 37 per la Striscia di Gaza). 35 seggi furono vinti da candidati indipendenti e 3 da partiti minori.

### Elezioni parlamentari del 2006
Le Elezioni per il rinnovo del Consiglio legislativo palestinese si tennero il 25 gennaio 2006 e videro per la prima volta la conquista della maggioranza da parte di Hamas.

## Elezioni presidenziali

### Elezioni presidenziali del 1996
Il 20 gennaio 1996 si tennero le prime elezioni presidenziali nell'ANP, che portarono all'elezione a presidente di Yasser Arafat, con l'89.8% dei voti. L'altro candidato, Samiha Khalil del Fronte Democratico per la Liberazione della Palestina, si fermò al 10,2%.

### Elezioni presidenziali del 2005
Le elezioni della presidenza dell'Autorità Nazionale Palestinese del 9 gennaio 2005, si sono svolte in seguito alla morte l'11 novembre 2004 di Yasser Arafat.
Il trionfatore di queste elezioni, che ebbero un'affluenza stimabile intorno al 60% nonostante il boicottaggio di Hamas, fu il presidente provvisorio Abū Māzen (Mahmūd ʿAbbās), esponente della vecchia guardia di al-Fath, che con oltre il 60% dei voti confermò la forza che ancora aveva lo storico partito all'inizio del 2005.

## Elezioni locali
A livello locale si sono tenute quattro tornate elettorali: nel 2005, nel 2010-2012 e nel 2016-2017 e nel 2021-2022.